# ASK-21
De ASK 21 is een zweefvliegtuig met twee zitplaatsen dat is ontworpen voor les, kunst- en prestatievluchten. De ASK 21 wordt het meest gebruikt als opleidings-tweezitter. De ASK 21 geldt als opvolger van de ASK 13, die jarenlang in gebruik was als lesvliegtuig.

## Geschiedenis
De ASK 21 werd door ing. Rudolf Kaiser, de toenmalige hoofdconstructeur van Alexander Schleicher, ontwikkeld. Het vliegtuig was bedoeld als opvolger van de ASK 13. De ASK 21 is de eerste tweezitter van Alexander Schleicher die volledig van glasvezelversterkte kunststof is gebouwd. Het prototype vloog voor het eerst in 1978 en in 1979 werd het toestel in serieproductie genomen. Het toestel is nog altijd erg populair vanwege de gemoedelijke vliegeigenschappen en wordt nog steeds gebouwd. Er zijn inmiddels al meer dan 800 exemplaren verkocht.

## Gebruik in Nederland
In Nederland behoort de ASK 21, naast o.a. de ASK 13 en de Grob Twin, tot de meest gebruikte opleidingstoestellen. Ook Nederlandse zweefvliegclubs hebben de ASK 21 in gebruik, waaronder de Aero Club Salland en de Venlo Eindhoven Zweefvliegclub.